# دورة الألعاب الأمريكية
دورة الألعاب الأمريكية هو حدث كبير ينظم بين دول القارتين الأمريكيتين. شارك في الدورة السابقة التي أقيمت في غوادالاخارا بالمكسيك 41 بلد. تعقد الألعاب كل أربعة أعوام وعام واحد قبل الألعاب الأولمبية الصيفية. ستحتضن مدينة تورونتو الكندية النسخة القادمة من الحدث الكبير في عام 2015.

## الدول والمدن المنظمة

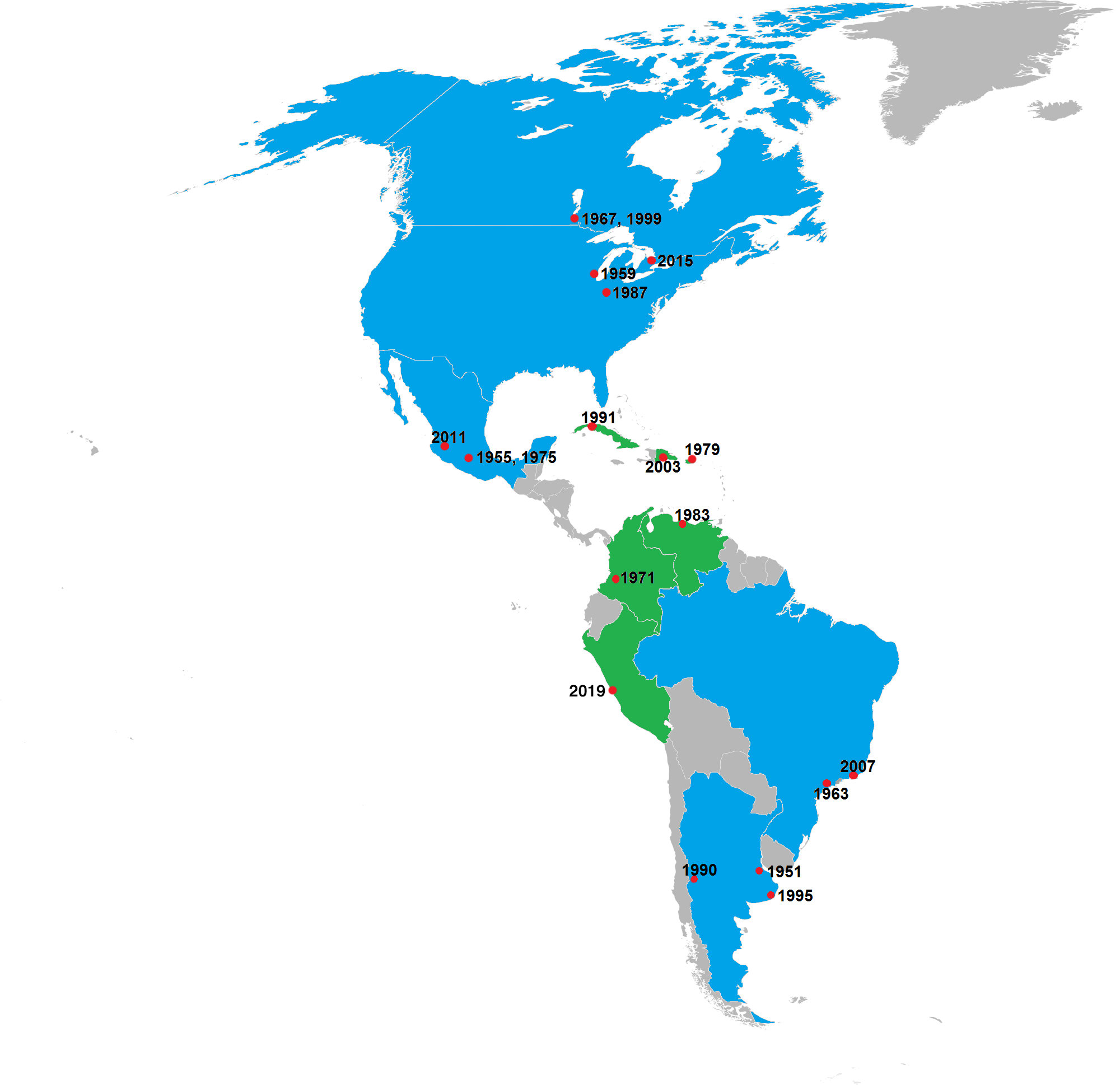
الدول المستضيفة حسب عدد المرات التي نظمت الألعاب

### الصيفية
| الألعاب     | السنة | المستضيف                          |
| ----------- | ----- | --------------------------------- |
| الأولى      | 1951  | بوينس آيرس، الأرجنتين             |
| الثانية     | 1955  | مدينة مكسيكو، المكسيك             |
| الثالثة     | 1959  | شيكاغو، الولايات المتحدة          |
| الرابعة     | 1963  | ساو باولو، البرازيل               |
| الخامسة     | 1967  | وينيبيغ، كندا                     |
| السادسة     | 1971  | كالي، كولومبيا                    |
| السابعة     | 1975  | مدينة مكسيكو، المكسيك             |
| الثامنة     | 1979  | سان خوان، بورتو ريكو              |
| التاسعة     | 1983  | كاراكاس، فنزويلا                  |
| العاشرة     | 1987  | إنديانابوليس، الولايات المتحدة    |
| الحادية عشر | 1991  | هافانا، كوبا                      |
| الثانية عشر | 1995  | مار دل بلاتا، الأرجنتين           |
| الثالثة عشر | 1999  | وينيبيغ، كندا                     |
| الرابعة عشر | 2003  | سانتو دومينغو، جمهورية الدومنيكان |
| الخامسة عشر | 2007  | ريو دي جانيرو، البرازيل           |
| السادسة عشر | 2011  | غوادالاخارا، المكسيك              |
| السابعة عشر | 2015  | تورونتو، كندا                     |
| الثامنة عشر | 2019  | سوف يعلن                          |

### الشتوية
| الألعاب | السنة | المستضيف              |
| ------- | ----- | --------------------- |
| الأولى  | 1990  | لاس لينياس، الأرجنتين |

- جزر الأنتيل الهولندية
- الأرجنتين
- أروبا
- باهاماس
- باربادوس
- بليز
- برمودا
- بوليفيا
- البرازيل
- جزر العذراء البريطانية
- كندا
- جزر كايمان
- تشيلي
- كولومبيا
- كوستاريكا
- كوبا
- دومينيكا
- جمهورية الدومينيكان
- الإكوادور
- السلفادور
- غرينادا
- غواتيمالا
- غيانا
- هايتي
- هندوراس
- جامايكا
- المكسيك
- نيكاراغوا
- بنما
- الباراغواي
- البيرو
- بورتوريكو
- سانت كيتس ونيفيس
- سانت لوسيا
- سانت فينسنت والغرينادين
- سورينام
- ترينيداد وتوباغو
- الولايات المتحدة
- الأوروغواي
- فنزويلا
- جزر العذراء الأمريكية

## وصلات خارجية
- ألعاب غوادالاخارا 2011
- ألعاب تورونتو 2011